# Guerra de ídolos
 (срп. Рат идола) америчка је теленовела, продукцијске куће Телемундо, снимана 2017.

## Синопсис
Претња смрћу упућена популарном певачу Хулију Сесару Солару бакља је која ће осветлити најмрачније одаје музичког света и открити све о договорима између дискографских кућа и мафије, прању новца, радио—станицама које служе као гласила политичара, те рату музичких звезда. За тријумф на бини и ван ње, кључна је подршка публике. А зна се да публику привлаче заразни тактови композитора чијим венама тече ритам — Матеа Солара. Сви желе да им управо он напише понеку песму за албум, знајући да је све чега се дотакне осуђено на успех. У прилог томе говори и завидна каријера његовог брата Хулија Сесара.
Проблем настаје кад се Матео заљуби у Манару, лепу, наметљиву и тврдоглаву певачицу која му је покуцала на врата и од које жели да створи нову поп икону. Занесен њеном лепотом, продуцент не зна да је звезда у успону стигла до њега мрачним путевима.
Наиме, Манарин брат је Амадо Матаморос, трговац оружјем и људима. Послао ју је код Матеа да би дошла до другог партнера у издавачкој кући: Рафаела Забале, славног певача мексичких ранчеро хитова. Армандо предлаже пакт Рафаелу — даће му своју сестру у замену за подршку током избора за градоначелника Лос Анђелеса. Матаморос сматра да ће сигурно победити ако га подржи звезда Рафаеловог калибра. Очаран Манариним гласом, Забала прихвата понуду — одлучује да сам продуцира Манарине будуће хитове, спреман да од ње направи светску звезду.
Међутим, страствена веза Матеа и Манаре помрсиће његове и Амадове планове. Двоје љубавника, ни криви ни дужни, наћи ће се у вртлогу тајног договора, који ће изазвати прави рат, како на стејџу, тако и ван њега — док њихова срца буду куцала у латино ритму, покушаће да се изборе не само за своју љубав, већ и за професионални тријумф без уплитања политике и мафије...

## Глумачка постава

### Главне улоге
| Глумац:                | Улога:            |
| ---------------------- | ----------------- |
| Алберто Гера           | Матео Солар       |
| Марија Леон            | Манара Матаморос  |
| Данијел Елбитар        | Хулио Сесар Солар |
| Алехандро де ла Мадрид | Рафаел Сабала     |
| Хуан Пабло Медина      | Амадо Матаморос   |
| Хосе Марија Торе       | Исак Солар        |

### Споредне улоге
| Глумац:            | Улога:           |
| ------------------ | ---------------- |
| Ерика де ла Роса   | Селва Тревињо    |
| Марко Тревињо      | Моисес Солар     |
| Фернандо Кабрера   | Ернесто Сабала   |
| Фабиола Кампоманес | Ицел Паз         |
| Кармен Беато       | Селестина Варгас |
| Алекс Спејтзер     | Николас Сабала   |
| Клаудио Лафарга    | Лорензо Тревињо  |
| Шерил Рубио        | Хулија Матаморос |
| Софија Лама        | Хилда Солар      |
| Химена Ајала       | Агустина Осорио  |
| Адолфо Аријас      | Габријел Тревињо |
| Вивијана Серна     | Белинда Гереро   |
| Мануел Балби       | Давид            |
| Педро Капо         | Дилан Родригез   |
| Луис Фигерора      | Дијего Сантиљан  |
| Кристијан Паган    | Кристијан Леон   |
| Алекс Гарза        | Летисија Браво   |
| Едуардо Танус      | Сантијаго Сабала |
| Алекс Бризуела     | Бијанко          |
| Хулијана Галвис    |                  |